# 보이 (듀오)
보이(BOY)는 독일, 스위스의 팝 듀오이다. 팔레스카 슈타이너(Valeska Steiner)는 스위스 출신 가수, 존야 글라스(Sonja Glass)는 독일 출신 베이시스트다.